# Amebis Presis
Prevajalni sistem Presis podjetja Amebis je prvi sistem za strojno prevajanje, ki vključuje slovenski jezik, in deluje na osnovi pravil. Spletna različica nudi brezplačno prevajanje iz slovenščine v angleščino in obratno ter iz nemščine v slovenščino. 

Poleg Amebisovega prevajalnika so za strojno prevajanje v kombinaciji s slovenščino na voljo še spletni prevajalniki Google Translate, Bing Translator, Prevajalnik.net, GUAT (prevaja le iz slovenščine v srbščino) in VoiceTRAN. 

## Oris delovanja
Presis besedilo najprej analizira: vsako poved izvirnika razčleni na slovnične komponente, tj. osebek, povedek, predmet in atributi ustreznih semantičnih kategorij. Če je analiza uspešna, s pomočjo vseh vgrajenih pravil sintetizira poved v ciljnem jeziku. Če je analiza neuspešna (zaradi neznane besede, manjkajoče vejice), nekaterih pravil ne upošteva in besedilo prevede dobesedno, neznane besede pa pusti neprevedene. 

## Lastnosti
Za uspešno delovanje prevajalskega sistem na osnovi pravil je potrebna obsežna baza pravil oziroma predlog. Poleg tega sistem potrebuje tudi obširne slovarje. Presis uporablja slovar rastlin in živali, slovar krajev in zemljepisnih imen, v katerega so vključeni države, pokrajine, naselja, prebivalci, gore, reke, morja itd., zbirko, v kateri so zbrana imena zakonov, naslovi filmov, knjig idr. Celotna zbirka je sestavljena kot tezaver. Gesla so združena v skupine in imajo označene slovnične lastnosti (spol, sklon, število), dodane pa so tudi nadpomenke, podpomenke in pomanjševalnice. Tako spletna kot uporabniška (plačljiva) različica se ves čas posodablja.
Besedilo, ki ga Presis samodejno prevede, lahko uporabnik sam spreminja. Če program prepozna več prevodnih ustreznic za določeno besedo, to izpiše v zeleni barvi, neprevedena lastna imena izpiše v modri, neznane besede pa v rdeči barvi. V program uporabniki sami lahko dodajajo prevode in s tem izboljšujejo kakovost prevedenih besedil.